# Église Santa Maria del Buon Consiglio a Porta Furba
Pour les articles homonymes, voir Église Santa Maria del Buon Consiglio (homonymie).
Ne doit pas être confondu avec Église Santa Maria del Buon Consiglio.
L'église Santa Maria del Buon Consiglio a Porta Furba (en français : église Sainte-Marie-du-Bon-Conseil-à-Porta-Furba) est une église romaine située dans le quartier Tuscolano sur la via Tuscolana près de la porte Furba à laquelle elle fait référence.

## Historique
L'église a été construite en 1916 sur les plans de l'architecte Costantino Sneider et ouverte au public le 9 avril de la même année et consacrée siège paroissial le 26 juillet 1919 dans la lettre apostolique Inter officia Ecclesiae du pape Benoît XV. En 1955, d'importants travaux menés par l'architecte Paolo Stefani ont ajouté le transept.
Le 6 décembre 1992, l'église a reçu une visite pastorale du pape Jean-Paul II.

## Architecture et ornementation
L'église Santa Maria del Buon Consiglio a Porta Furba est de style néo-roman avec un portail triple et trois nefs séparées par d'imposants piliers encadrés de colonnes de marbre vert. Le plafond est à caisson de bois peint. L'abside est décorée d'une peinture murale représentant des scènes de la vie de Marie. 

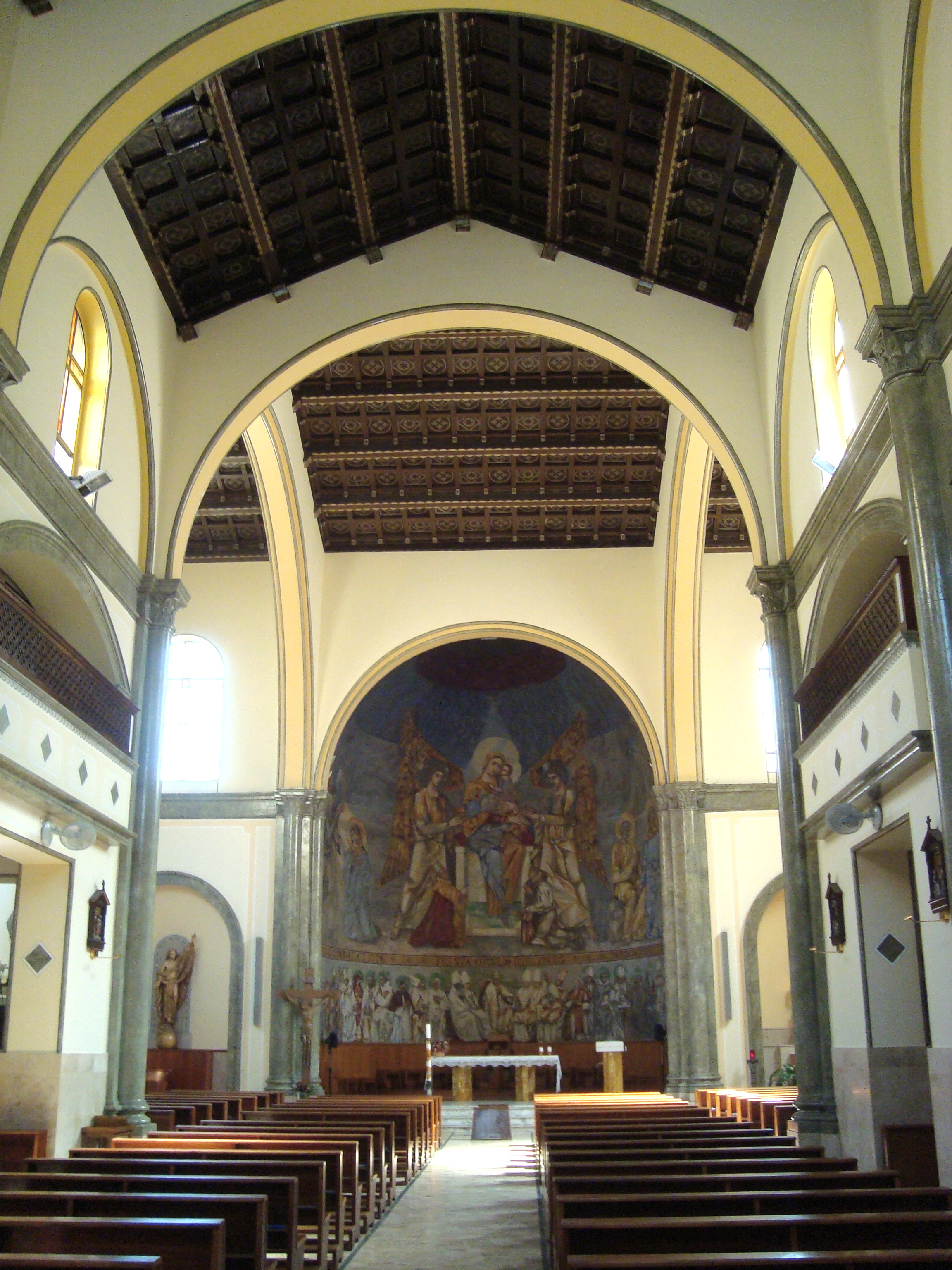
Intérieur de l'église et abside
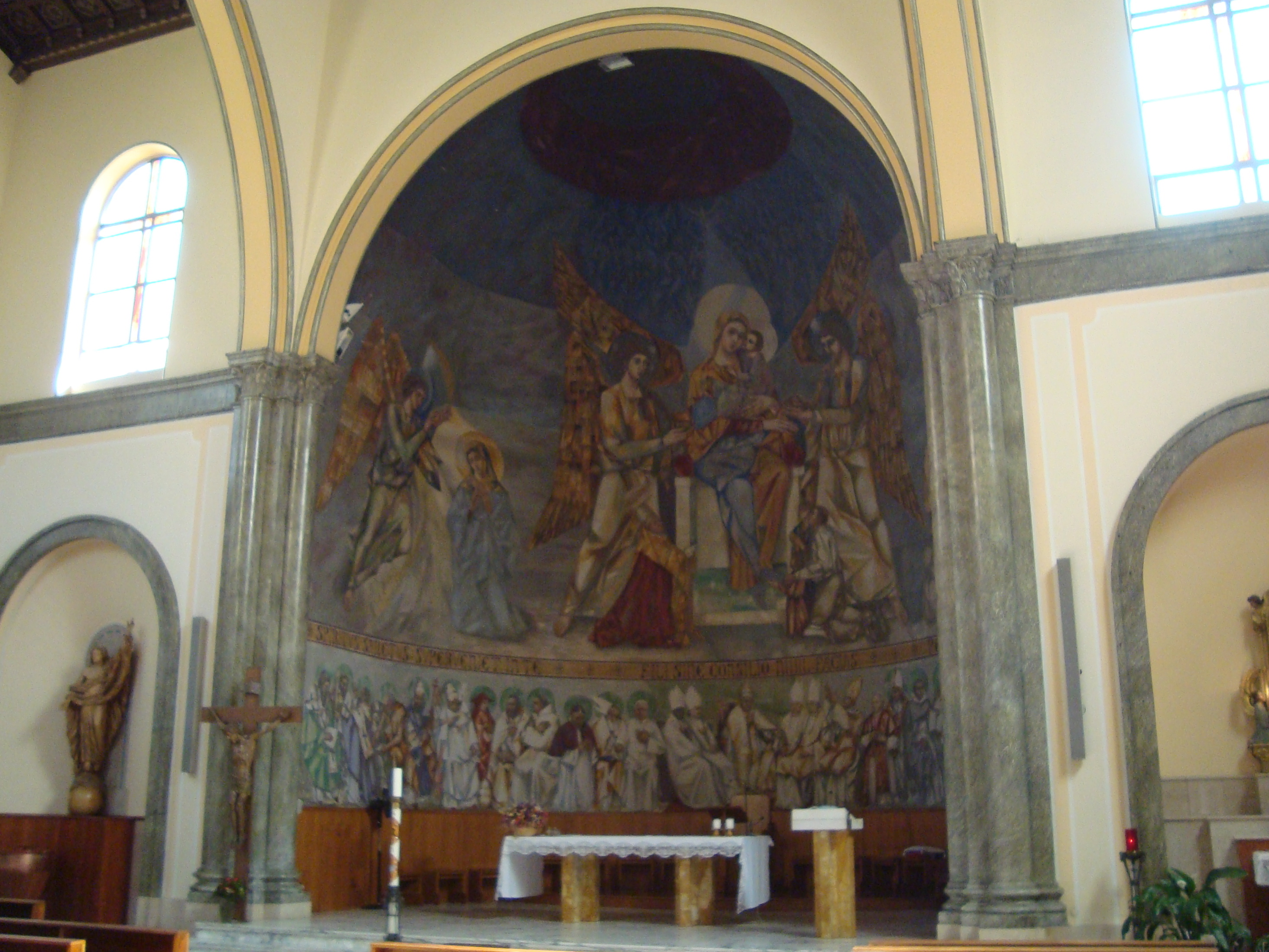
Abside